# Nybyn, Piteå kommun
Nybyn är en småort i Norrfjärdens socken i Piteå kommun belägen på båda sidor av Alterälven.